# Zoltán Szélesi
Zoltán Szélesi [ˈzoltaːn ˈseːlɛʃi] (* 22. November 1981) ist ein ehemaliger ungarischer Fußballspieler. Bis Juli 2016 war er Co-Trainer von Bernd Storck bei der ungarischen Nationalmannschaft. Derzeit betreut er die U-17 Ungarns.

## Karriere
Szélesi spielte bis 2004 beim ungarischen Hauptstadtverein Újpest FC und bestritt als rechter Verteidiger in vier Jahren über 100 Spiele in der ersten ungarischen Liga. Einmal nahm er für die Ungarn auch am UEFA-Pokal teil.
Nachdem er 2004 Vizemeister geworden war und auch einige Spiele in der Nationalauswahl bestritten hatte, entschloss er sich zu einem Wechsel ins Ausland.
Zoltán Szélesi schloss sich dem Zweitligisten Energie Cottbus an. Im zweiten Jahr bei den Niederlausitzern gelang der Aufstieg in die 1. Bundesliga, auch wenn er aufgrund eines Mittelfußbruchs die halbe Saison ausfiel. Nach dem geglückten Klassenerhalt mit Cottbus in der Saison 2006/07 wechselte er zur Spielzeit 2007/08 zum französischen Erstligisten Racing Strasbourg. Nach zwei Jahren kehrte er in seine ungarische Heimat zurück und schloss sich Debreceni VSC an. Mit Debrecen wurde er Meister der Nemzeti Bajnokság 2009/10. Szélesi spricht fließend Deutsch.

## Titel / Erfolge
- Ungarischer Meister 2010 (Debreceni VSC)
- Ungarischer Vize-Meister 2004 (Újpest FC)
- Ungarischer Pokalsieger 2002 (Újpest FC)
- Ungarischer Ligapokalsieger 2010 (Debreceni VSC)
- Ungarischer Supercupsieger 2002 (Újpest FC)

- Aufstieg in die 1. Bundesliga 2006 (Energie Cottbus)